# Rushelle Burton
Pour les articles homonymes, voir Burton.
Rushelle Burton (née le 4 décembre 1997) est une athlète jamaïcaine, spécialiste du 100 mètres haies.

## Biographie
Médaillée d'argent sur 100 m haies lors des Championnats du monde juniors de 2016 où elle établit un nouveau record de Jamaïque junior en 12 s 87, elle établit un nouveau record personnel en juin 2017 à Eugene en réalisant le temps de 12 s 65.

## Palmarès
| Date | Compétition                   | Lieu      | Résultat | Épreuve     | Temps   |
| ---- | ----------------------------- | --------- | -------- | ----------- | ------- |
| 2013 | Championnats du monde cadets  | Donetsk   | 4e       | 100 m haies | 13 s 32 |
| 2016 | Championnats du monde juniors | Bydgoszcz | 2e       | 100 m haies | 12 s 87 |

## Records
| Épreuve     | Performance | Lieu   | Date         |
| ----------- | ----------- | ------ | ------------ |
| 100 m haies | 12 s 65     | Eugene | 10 juin 2017 |